# Weißenthurm
Weißenthurm település Németországban, Rajna-vidék-Pfalz tartományban. Lakosainak száma 9306 fő (2023. december 31.).

## Népesség
A település népességének változása:
| Lakosok száma | 6783 | 9055 | 9115 | 9171 | 9259 | 9306 |
|               | 1975 | 2017 | 2019 | 2021 | 2022 | 2023 |